# Karl Baumgartner (Spezialeffektkünstler)
Karl Baumgartner (* 20. August 1922 in München; † 23. Januar 2012 in Brünnighausen) war ein deutscher Pyrotechniker beim Film und einer der (auch international) gefragtesten deutschen Spezialeffekte-Techniker nach 1945.

## Leben
Der gebürtige Bayer hatte bereits kurz nach Ende des Zweiten Weltkriegs erste Kontakte zur Filmbranche geknüpft, als er in Niederbayern Wurstwaren für die Bavaria-Studios organisierte. Sein filmtechnisches Handwerk erlernte er unter dem bedeutendsten Pyrotechniker des deutschen Films bis 1945, Erwin Lange. Baumgartner belieferte Produktionen mit Benzin und Sprengstoff, den er aus entschärften Fliegerbomben gewann. Nebenbei ließ er sich zum Feinmechaniker ausbilden und arbeitete kurzzeitig als Luftfahrtingenieur.
Nach seiner staatlichen Prüfung zum Sprengmeister sorgte er in den 1950er Jahren mehrfach für die pyrotechnischen – Brände, Explosionen und Ähnliches – Effekte bei Peter Ostermayrs Ganghofer-Filmen. Baumgartner arbeitete von Anbeginn auch für amerikanische, in Europa gedrehte Produktionen. Neben explosionsträchtigem Feuerwerk in den beide Weltkriege thematisierenden Produktionen wie Wege zum Ruhm, Die Brücke, Der längste Tag und Dünkirchen, 2. Juni 1940 schuf „Charly-Bum-Bum“, wie Karl Baumgartner in der Branche genannt wurde, auch zahlreiche andere Spezialeffekte (von Felsen stürzende Fahrzeuge, künstliche Schnee- sowie Unterwasserlandschaften, Sturmfluten und Ähnliches) für Kinofilme wie auch für eine große Anzahl von Fernsehproduktionen (Tatort, Mathias Kneißl, Wallenstein, Peter der Große) und Operninszenierungen (Das Rheingold).
Zu seinen bekanntesten Einzelkreationen zählen die 300 Lagerfeuer für Joseph L. Mankiewicz’ Monumentalepos Cleopatra, die Bunkerexplosion in Der längste Tag und der Fliegerangriff auf den deutschen Marinestützpunkt in Wolfgang Petersens Das Boot. 1992 erhielt Baumgartner das Filmband in Gold für langjähriges und hervorragendes Wirken im deutschen Film.

## Filmografie
- 1950: Entscheidung vor Morgengrauen (Decision Before Dawn)
- 1951: Die Alm an der Grenze
- 1951: Die Martinsklause
- 1952: Der Herrgottschnitzer von Ammergau
- 1953: Der Klosterjäger
- 1954: Schloß Hubertus
- 1955: Das Schweigen im Walde
- 1956: Der Jäger von Fall
- 1957: Der Edelweißkönig
- 1957: Wege zum Ruhm (Paths of Glory)
- 1958: Der Schäfer vom Trutzberg
- 1958: Der Schinderhannes
- 1959: Die Brücke
- 1961: Der längste Tag (The Longest Day)
- 1962: Cleopatra
- 1963: Kapitän Sindbad (Captain Sindbad)
- 1964: Der Tag danach (Up From the Beach)
- 1964: Dünkirchen, 2. Juni 1940 (Weekend à Zuydcoote)
- 1965: Lady L
- 1965: Der blaue Max (The Blue Max)
- 1967: Eine Handvoll Helden
- 1968: The Last Escape (UA: 1970)
- 1969: Pascal (L’arbre de Noël)
- 1969: Stoßtrupp Gold (Kelly’s Heroes)
- 1969: Waterloo (Waterloo)
- 1970: Jaider – der einsame Jäger
- 1971: Rivalen unter roter Sonne (Soleil rouge)
- 1972: Blutiger Freitag
- 1972: Ein Käfer gibt Vollgas
- 1974: Zündschnüre
- 1975: Inside Out – Ein genialer Bluff
- 1975: Berlinger
- 1976: Das Schweigen im Walde
- 1976: Der Winter, der ein Sommer war (Fernsehfilm)
- 1977: Grete Minde
- 1976: Aus einem deutschen Leben
- 1977: Das Schlangenei
- 1977: Der Hauptdarsteller
- 1977: Fedora
- 1977: Caravans
- 1978: Verstecktes Ziel (Brass Target)
- 1979: Sonntagskinder
- 1980/81: Das Boot
- 1981: Firefox (Firefox)
- 1982: Die wilden Fünfziger
- 1983: Ediths Tagebuch
- 1983: Die Libelle (The Little Drummer Girl)
- 1984: Heimat
- 1985: Enemy Mine – Geliebter Feind (Enemy Mine)
- 1985: Der Sommer des Samurai
- 1986: Bitte laßt die Blumen leben
- 1987: Die Geierwally
- 1988: Anna – Der Film
- 1990: Rama dama
- 1991/92: Stalingrad
- 1993: Verlassen Sie bitte Ihren Mann!